# Targhe d'immatricolazione della repubblica di Artsakh

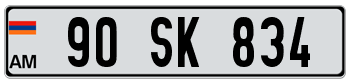
Targa standard di un veicolo della Repubblica dell'Artsakh

Le targhe d'immatricolazione della Repubblica dell'Artsakh (fino al 2017 denominata Repubblica del Nagorno Karabakh) avevano caratteri neri su fondo rettangolare bianco e identificavano i veicoli immatricolati nello Stato caucasico.

## Formato
In formato europeo (520 × 110 mm), esse erano composte da un codice numerico di due cifre seguito da due lettere e da un'altra combinazione numerica a due o tre cifre. Sul margine sinistro era presente la sigla identificativa AM, accompagnata talvolta dalla bandiera dell'Armenia.
A partire dal 6 agosto 2014, il disegno della bandiera era sempre presente e sulla targa erano impressi un ologramma di sicurezza e un codice Data Matrix. Inoltre, a destra del codice e della bandiera, venne aggiunta una fascia identificativa di colore argento. I caratteri erano in FE-Schrift.

## Precisazione
Poiché l'Artsakh era uno Stato de facto non internazionalmente riconosciuto, non poteva avere una sigla automobilistica nazionale propria. Pertanto i veicoli immatricolati a favore di cittadini della repubblica utilizzavano le targhe d'immatricolazione armene, riservandosi i codici regionali 22 e 90.